# Гніздищенська сільська рада
Гнізди́щенська сільська́ ра́да — адміністративно-територіальна одиниця та орган місцевого самоврядування в Городнянському районі Чернігівської області. Адміністративний центр — село Гніздище.

## Загальні відомості
Гніздищенська сільська рада утворена у 1921 році.
- Територія ради: 50,001 км²
- Населення ради: 277 осіб (станом на 2001 рік)

## Населені пункти
Сільській раді були підпорядковані населені пункти:
- с. Гніздище
- с. Горошківка
- с. Стовпівка

## Склад ради
Рада складалася з 12 депутатів та голови.
- Голова ради: Коваленко Валентин Іванович
- Секретар ради: Протченко Тетяна Петрівна

### Керівний склад попередніх скликань
| Прізвище, ім'я, по батькові | Основні відомості                                                                                  | Дата обрання | Дата звільнення |
| --------------------------- | -------------------------------------------------------------------------------------------------- | ------------ | --------------- |
| Коваленко Валентин Іванович | Сільський голова, 1965 року народження, освіта вища, член Всеукраїнського об'єднання «Батьківщина» | 26.03.2006   | 31.10.2010      |
| Коваленко Валентин Іванович | Сільський голова, 1965 року народження, освіта вища, член Всеукраїнського об'єднання «Батьківщина» | 31.10.2010   |                 |

Примітка: таблиця складена за даними сайту Верховної Ради України

### Депутати
За результатами місцевих виборів 2010 року депутатами ради стали:

#### За суб'єктами висування
| Суб'єкт висування                                       | Кількість обраних депутатів | %    |
| ------------------------------------------------------- | --------------------------- | ---- |
| Самовисування                                           | 6                           | 50   |
| Політична партія Всеукраїнське об'єднання «Батьківщина» | 4                           | 33,3 |
| Партія регіонів                                         | 2                           | 16,7 |

#### За округами
| № округу                                                | Прізвище, ім'я, по батькові   | Дата визнання обраним | Освіта  | Партійна приналежність                        | Відомості про обраного депутата                        |
| ------------------------------------------------------- | ----------------------------- | --------------------- | ------- | --------------------------------------------- | ------------------------------------------------------ |
| Партія регіонів                                         |                               |                       |         |                                               |                                                        |
| 3                                                       | Дубровська Лариса Анатоліївна | 01.11.2010            | середня | член Партії регіонів                          | фельдшерсько-акушерський пункт, молодша сестра         |
| 4                                                       | Пашук Зінаїда Леонідівна      | 01.11.2010            | середня | член Партії регіонів                          | Гніздищенська сільська рада, техпрацівник              |
| Політична партія Всеукраїнське об'єднання «Батьківщина» |                               |                       |         |                                               |                                                        |
| 1                                                       | Туз Галина Іванівна           | 01.11.2010            | середня | член Всеукраїнського об'єднання «Батьківщина» | пенсіонер                                              |
| 2                                                       | Протченко Тетяна Петрівна     | 01.11.2010            | середня | член Всеукраїнського об'єднання «Батьківщина» | Гніздищенська сільська рада, секретар                  |
| 5                                                       | Калюжний Віталій Іванович     | 01.11.2010            | середня | член Всеукраїнського об'єднання «Батьківщина» | тимчасово не працює                                    |
| 7                                                       | Стьопкін Анатолій Іванович    | 01.11.2010            | середня | член Всеукраїнського об'єднання «Батьківщина» | тимчасово не працює                                    |
| Самовисування                                           |                               |                       |         |                                               |                                                        |
| 6                                                       | Шворень Юлія Іванівна         | 01.11.2010            | середня | позапартійна                                  | Чернігівський медичний коледж, студент                 |
| 8                                                       | Кисіль Валентина Василівна    | 01.11.2010            | середня | позапартійна                                  | сільське підприємство с. Стовпівка, приймальник молока |
| 9                                                       | Кисіль Марія Іванівна         | 01.11.2010            | середня | позапартійна                                  | пенсіонер                                              |
| 10                                                      | Федосенко Антоніна Михайлівна | 01.11.2010            | середня | позапартійна                                  | тимчасово не працює                                    |
| 11                                                      | Хлібурад Володимир Михайлович | 01.11.2010            | середня | позапартійний                                 | тимчасово не працює                                    |
| 12                                                      | Ходико Лідія Михайлівна       | 01.11.2010            | середня | позапартійна                                  | Стовпівський сільський клуб, техпрацівник              |